# Verdwijning van Kim en Ken
De Zaak-Kim en Ken was een Belgische verdwijningszaak die draaide rond de in 1994 verdwenen kinderen Kim en Ken Heyrman, dochter en zoon van Tinny Mast (13 maart 1965). Kim werd later dood teruggevonden, maar Ken bleef spoorloos. De zaak leidde tot de oprichting van het Comité Kim en Ken (1995-2001).

## Voorgeschiedenis
Tinny Mast was een vrouw die op 16-jarige leeftijd voor het eerst huwde. Haar eerste kind en dochter was Kim (2 februari 1982). Vier maanden na haar geboorte scheidde Mast van haar man. Ze hertrouwde en uit dit huwelijk werd zoon Ken (26 juli 1985) geboren, die aan de ziekte cara bleek te lijden. Kort nadien scheidde en hertrouwde Mast opnieuw. Ze zou uiteindelijk in totaal vijf kinderen krijgen, inclusief de levenloos geboren dochter Luna.

## Verdwijning van Kim en Ken
Op 4 januari 1994 gingen Kim en Ken bij hun vriendjes spelen, maar keerden nooit meer terug. Aanvankelijk ging de politie ervan uit dat de kinderen van huis waren weggelopen en ook Mast zelf werd een tijdje verdacht. In haar boek, Altijd op zoek. Mijn alfabet voor Kim en Ken, vertelde Mast hoe de politie haar in die dagen niet serieus nam. Ze was in die periode ook zes maanden zwanger en kreeg op 13 januari een miskraam. De verdwijningszaak werd nationaal nieuws toen op 11 februari 1994 Kims dode lichaam werd teruggevonden in het Antwerpse Asiadok. Na een autopsie bleek ze seksueel misbruikt en vermoord te zijn. Men weigerde vier jaar lang deze autopsiefoto's aan Tinny Mast te tonen omdat die te gruwelijk waren. Ken werd nooit teruggevonden.

## Comité Kim en Ken
In 1995 richtte Tinny Mast het Comité Kim en Ken op. Deze pluralistische actiegroep gaf hulp aan gewone mensen bij problemen waar politiek, gerecht en politie tekortschoten. Het comité stelde vier eisen op: inzage in dossiers, openbaarheid van het onderzoek, geen doofpotoperaties en opkomen voor alle kinderen, ongeacht hun huidskleur of geloofsovertuiging.
Toen in 1996 de zaak-Dutroux uitbrak kreeg ook de verdwijning van Kim en Ken hernieuwde media-aandacht. Net als de ouders van andere vermiste kinderen werden ook Tinny Mast en haar man door Albert II van België op het koninklijk paleis ontvangen. Ook stapten ze op 20 oktober 1996 mee tijdens de Witte Mars in Brussel. Op 17 november organiseerden ze de "Zwart Op Wit Mars" in Antwerpen, waarbij haar comité de trappen van het Antwerpse gerechtsgebouw bezette. Hun actie werd verder gezet tot nieuwjaar.
Op 4 januari 1997 werd er aan het Asiadok in Antwerpen een gedenksteen voor Kim en Ken gelegd, ontworpen door Dirk Lenaerts. In 2001 werd het Comité Kim en Ken opgeheven.

## Nasleep
In 2003 werd Tinny Mast politiek actief en stond als onafhankelijke kandidate op de lijst RESIST van de PVDA en de AEL.
In 2006 publiceerde ze een boek, Altijd op zoek. Mijn alfabet voor Kim en Ken. Het boek beschrijft haar levensverhaal met speciale aandacht voor het onderzoek rond de verdwijning van Kim en Ken. Carine Russo, moeder van het verdwenen meisje Melissa, en kinderpsychiater Peter Adriaenssens schreven een voorwoord.
Het lichaam van Ken Heyrman werd nooit gevonden. Op 10 maart 2014 werd Ken officieel dood verklaard.